# Elva hjärtan
Elva hjärtan är ett studioalbum från 2000 av den svenska popartisten Orup.

## Låtlista
Alla låtar med text och musik av Orup.
- "I dina händer"
- "Unga hjärtan"
- "Ny radio"
- "Moderna män"
- "Posten informerar"
- "Hur en man skall tas"
- "Feber"
- "Vackert väder"
- "Om vi börjar om igen"
- "Vi ses ett annat liv"
- "Jorden snurrar runt ändå"

## Medverkande
- Orup - sång, kör
- Figge - produktion, arrangemang, programmering, kör
- Greta Folkesson - kör
- Johan Lindman - gitarr
- Mats Persson - slagverk
- Claes Boström - analog synt
- Annika Ramström - munspel
- Jan Robertsson - trumprogrammering
- Frank Rönningen - orgel, elpiano
- Christer Karlsson - elpiano

## Listplaceringar
| Lista (2000) | Position |
| ------------ | -------- |
| Sverige      | 16       |

### Fotnoter
1. ↑  Elva hjärtan Arkiverad 19 augusti 2010 hämtat från the Wayback Machine. på www.orup.se. Läst den 8 november 2010.
2. 1 2  Elva hjärtan på Svensk mediedatabas. Läst den 8 november 2010.
3. ↑  Listplacering